# Plusiodonta insignis
Plusiodonta insignis är en fjärilsart som beskrevs av Walker 1865. Plusiodonta insignis ingår i släktet Plusiodonta och familjen nattflyn. Inga underarter finns listade i Catalogue of Life.